# مایکل مک‌کان (آهنگساز)
مایکل مک‌کان (به انگلیسی: Michael McCann) (که به رفتار "Behavior" هم شناخته می‌شود) یک آهنگساز کانادایی برای تلویزیون، بازی‌های ویدئویی، و فیلم می‌باشد. او بیشتر برای ساخت موسیقی متن برای بازی‌هایی چون اسپلینتر سل تام کلنسی: مأمور دوجانبه، دئوس اکس: انقلاب بشر، دئوس اکس: تفکیک بشر و اکس کام: دشمن ناشناخته شناخته می‌شود.
موسیقی‌های مک‌کان شامل عناصر الکترونیکی، ارکسترال و سازهای آکوستیک سنتی و اغلب شامل سرایندگی، و خواننده انفرادی (در درجهٔ اول صدای زن و بدون متن ترانه) می‌باشد.